# Rhododendron oreogenum
Rhododendron oreogenum är en ljungväxtart som beskrevs av L.C. Hu. Rhododendron oreogenum ingår i släktet rododendron, och familjen ljungväxter. Inga underarter finns listade i Catalogue of Life.